# Dušan Tittel
Dušan Tittel (Námestovo, 17 december 1966) is een voormalig profvoetballer uit Slowakije. Hij speelde als verdediger en middenvelder in Slowakije, Frankrijk en Cyprus gedurende zijn carrière. In 2001 beëindigde hij zijn actieve loopbaan. Tittel werd driemaal op rij verkozen tot Slowaaks voetballer van het jaar (1995, 1996, 1997).

## Interlandcarrière
Tittel kwam in totaal 44 keer (zeven doelpunten) uit voor het Slowaaks voetbalelftal in de periode 1994-1998, nadat hij eerder elf interlands had gespeeld voor Tsjecho-Slowakije. Hij maakte zijn debuut voor Slowakije op 30 maart 1994 in de vriendschappelijke wedstrijd in Valletta tegen Malta, die eindigde in een 2-1-overwinning door treffers van Jaroslav Timko en Viliam Hýravý.

### Interlandgoals
| Interlanddoelpunten | Interlanddoelpunten | Interlanddoelpunten            | Interlanddoelpunten | Interlanddoelpunten | Interlanddoelpunten | Interlanddoelpunten |
| №                   | Datum               | Locatie                        | Tegenstander        | Goal(s)             | Uitslag             | Wedstrijd           |
| ------------------- | ------------------- | ------------------------------ | ------------------- | ------------------- | ------------------- | ------------------- |
| 1                   | 29 mei 1994         | Moskou, Rusland                | Rusland             | 35'                 | 2–1                 | Oefeninterland      |
| 2                   | 29 maart 1995       | Košice, Slowakije              | Azerbeidzjan        | 33'                 | 4–1                 | EK-kwalificatie     |
| 3                   | 22 september 1996   | Bratislava, Slowakije          | Malta               | 13'                 | 6–0                 | WK-kwalificatie     |
| 4                   | 22 september 1996   | Bratislava, Slowakije          | Malta               | 90'                 | 6–0                 | WK-kwalificatie     |
| 5                   | 13 november 1996    | Santa Cruz de Tenerife, Spanje | Spanje              | 39'                 | 4–1                 | WK-kwalificatie     |
| 6                   | 31 maart 1997       | Valletta, Malta                | Malta               | 90'                 | 0–2                 | WK-kwalificatie     |
| 7                   | 9 februari 1998     | Larnaca, Cyprus                | Finland             | 32' (pen.)          | 0–2                 | Cyprus Toernooi     |

## Erelijst
Slovan Bratislava
- Tsjechoslowaaks landskampioen

1992
- Slowaaks landskampioen

1994, 1995, 1996
- Slowaaks bekerwinnaar

1989, 1994, 1997
- Slowaaks voetballer van het jaar

1995, 1996, 1997
 Spartak Trnava
- Slowaaks bekerwinnaar

1998
 Omonia Nicosia
- Cypriotisch landskampioen

2001